# Richard Biggs
Richard T. Biggs (Columbus (Ohio), 18 maart 1960 – Los Angeles, 22 mei 2004) was een Amerikaans acteur, filmproducent en scenarioschrijver.
Biggs was ook actief onder de namen Rickie Biggs en Rick Biggs.

## Biografie
Door de baan van zijn vader als medewerker van de United States Air Force verhuisde Biggs in zijn jeugd vaak naar verschillende militaire basissen. Hij veranderde hierdoor vaak van scholen en had weinig vrienden. Op 17-jarige leeftijd woonde hij op een basis in North Dakota. Na een hoofdrol in een lokaal theaterspel gespeeld te hebben, besloot hij met zijn medische opleiding te stoppen en een acteercarrière te beginnen. Hij ging studeren aan de USC School of Theatre in Californië en haalde daar zijn Bachelor of Fine Arts. Later ging hij zelf acteerles geven aan de Theatricum Botanicum in Californië.
Bij Biggs werden gehoorproblemen geconstateerd toen hij 13 jaar oud was; hij was gedeeltelijk doof aan één oor en volledig doof aan het andere. Hij gebruikte zijn bekendheid om geld in te zamelen voor een privéschool voor dove kinderen in Rancho Santa Margarita.
Hij begon met televisieacteren in 1985, met de televisieserie Three's a Crowd. Hierna heeft hij nog meerdere rollen gespeeld in televisieseries en -films zoals Babylon 5 (1994–1998), Ablaze (2001), Tremors (2003) en Strong Medicine (2002–2004).
Biggs speelde in het theater in onder andere Fanon's People, Romeo en Julia, The Tempest, Cymbeline, The Taming of the Shrew en As You Like It.
In 2004 was Biggs producent en scenarioschrijver voor de documentaire The Biggs and Carter Experience.

### Privé
Biggs trouwde op 1 augustus 1998 en kreeg met haar twee kinderen.
Op 22 mei 2004 overleed Biggs plotseling, op 44-jarige leeftijd, aan een gescheurd aneurysma.

## Prijzen
- Soap Opera Digest Award (1993) in de categorie 'uitstekende acteur' met de televisieserie Days of Our Lives

## Filmografie

### Films
Uitgezonderd korte films.
- Starship II: Rendezvous with Ramses (2010) – sergeant Franklin (postuum)
- Ablaze (2001) – Garrison
- Babylon 5: The River of Souls (1998) – Stephen Franklin
- Forever Love (1998) – Dr. Berris
- Babylon 5: Thirdspace (1998) – Stephen Franklin
- Babylon 5: In the Beginning (1998) – Stephen Franklin
- The Alien Within (1995) – Hawkes
- One Stormy Night (1992) – Marcus Hunter
- Miracle Mile (1988) – Brian Jones
- Walk Like a Man (1987) – verkoper
- Unnatural Causes (1986) – ??
- A Fighting Choice (1986) – deurwaarder

### Televisieseries
Uitgezonderd eenmalige gastrollen.
- Strong Medicine – dr. Milo Morton (15 afl., 2002–2004)
- Tremors – Roger Garrett (2 afl., 2003)
- Guiding Light – Clayton Boudreaux (2 afl., 2001/2004)
- Any Day Now – Bill Moody (afl. onbekend, 1998–1999)
- Babylon 5 (1994–1998) – dr. Stephen Franklin (110 afl.)
- Days of Our Lives – Marcus Hunter (2 afl., 1987/1992)